# Centenary Quaich
Der Centenary Quaich (siehe Quaich) ist ein Pokal in der Sportart Rugby Union, der jährlich dem Gewinner des Spiels zwischen Schottland und Irland im Zuge des Six-Nations-Turniers überreicht wird. Der Pokal wird erst seit 1989 vergeben, obwohl beide Mannschaften bis dahin schon 128 Matches ausgetragen hatten. Das erste Aufeinandertreffen erfolgte im Jahre 1877 und endete 6:0 für Schottland. Erster Gewinner des Pokals war die schottische Mannschaft, die am 4. März 1989 mit 37:21 gewann. Die irische Mannschaft konnte erst im Jahr 2000 mit einem 44:22 in Dublin die schottische Dominanz beenden.
Insgesamt 15 Mal gewann ein schottisches Team den Pokal. Derzeit ist der Centenary Quaich im Besitz des irischen Teams, das am 9. Februar 2025 mit 32:18 in Murrayfield zum 22. Mal die Trophäe erringen konnte.

## Liste der Sieger
| Datum              | Begegnung           | Ergebnis | Ort                            |
| ------------------ | ------------------- | -------- | ------------------------------ |
| 4. März 1989       | Schottland – Irland | 31:21    | Murrayfield Stadium, Edinburgh |
| 3. Februar 1990    | Irland – Schottland | 10:13    | Lansdowne Road, Dublin         |
| 16. März 1991      | Schottland – Irland | 28:25    | Murrayfield Stadium, Edinburgh |
| 15. Februar 1992   | Irland – Schottland | 10:18    | Lansdowne Road, Dublin         |
| 16. Januar 1993    | Schottland – Irland | 15:3     | Murrayfield Stadium, Edinburgh |
| 5. März 1994       | Irland – Schottland | 6:6      | Lansdowne Road, Dublin         |
| 4. Februar 1995    | Schottland – Irland | 26:13    | Murrayfield Stadium, Edinburgh |
| 20. Januar 1996    | Irland – Schottland | 10:16    | Lansdowne Road, Dublin         |
| 1. März 1997       | Schottland – Irland | 38:10    | Murrayfield Stadium, Edinburgh |
| 7. Februar 1998    | Irland – Schottland | 16:17    | Lansdowne Road, Dublin         |
| 20. März 1999      | Schottland – Irland | 30:13    | Murrayfield Stadium, Edinburgh |
| 19. Februar 2000   | Irland – Schottland | 44:22    | Lansdowne Road, Dublin         |
| 22. September 2001 | Schottland – Irland | 32:10    | Murrayfield Stadium, Edinburgh |
| 2. März 2002       | Irland – Schottland | 43:22    | Lansdowne Road, Dublin         |
| 16. Februar 2003   | Schottland – Irland | 6:36     | Murrayfield Stadium, Edinburgh |
| 27. März 2004      | Irland – Schottland | 37:16    | Lansdowne Road, Dublin         |
| 12. Februar 2005   | Schottland – Irland | 13:40    | Murrayfield Stadium, Edinburgh |
| 11. März 2006      | Irland – Schottland | 15:9     | Lansdowne Road, Dublin         |
| 10. März 2007      | Schottland – Irland | 18:19    | Murrayfield Stadium, Edinburgh |
| 23. Februar 2008   | Irland – Schottland | 34:13    | Croke Park, Dublin             |
| 14. März 2009      | Schottland – Irland | 15:22    | Murrayfield Stadium, Edinburgh |
| 20. März 2010      | Irland – Schottland | 20:23    | Croke Park, Dublin             |
| 27. Februar 2011   | Schottland – Irland | 18:21    | Murrayfield Stadium, Edinburgh |
| 10. März 2012      | Irland – Schottland | 32:14    | Aviva Stadium, Dublin          |
| 24. Februar 2013   | Schottland – Irland | 12:8     | Murrayfield Stadium, Edinburgh |
| 2. Februar 2014    | Irland – Schottland | 28:6     | Aviva Stadium, Dublin          |
| 21. März 2015      | Schottland – Irland | 10:40    | Murrayfield Stadium, Edinburgh |
| 19. März 2016      | Irland – Schottland | 35:25    | Aviva Stadium, Dublin          |
| 4. Februar 2017    | Schottland – Irland | 27:22    | Murrayfield Stadium, Edinburgh |
| 10. März 2018      | Irland – Schottland | 28:8     | Aviva Stadium, Dublin          |
| 9. Februar 2019    | Schottland – Irland | 13:22    | Murrayfield Stadium, Edinburgh |
| 1. Februar 2020    | Irland – Schottland | 19:12    | Aviva Stadium, Dublin          |
| 14. März 2021      | Schottland – Irland | 24:27    | Murrayfield Stadium, Edinburgh |
| 19. März 2022      | Irland – Schottland | 26:5     | Aviva Stadium, Dublin          |
| 12. März 2023      | Schottland – Irland | 7:22     | Murrayfield Stadium, Edinburgh |
| 16. März 2024      | Irland – Schottland | 17:13    | Aviva Stadium, Dublin          |
| 9. Februar 2025    | Schottland – Irland | 18:32    | Murrayfield Stadium, Edinburgh |